# Кошутица (Босна и Херцеговина)
Кошутица (на сръбски: Кошутица) е село в Босна и Херцеговина, разположено в община Соколац, в ентитета на Република Сръбска. Населението му според преброяването през 2013 г. е 88 души, от тях: 43 (48,86 %) сърби, 43 (48,86 %) бошняци, 2 (2,27 %) други.

## Население
Численост на населението според преброяванията през годините:
- 1961 – 238 души
- 1971 – 186 души
- 1981 – 158 души
- 1991 – 179 души
- 2013 – 88 души